# دانيار مونايتابسوف
دانيار مونايتابسوف (مواليد 30 مارس 1976) هو ملاكم كازاخستاني، مثّل بلاده في الألعاب الأولمبية الصيفية 2000.

## روابط خارجية
دانيار مونايتابسوف على موقع بوكس ريك (الإنجليزية) (registration required)
- دانيار مونايتابسوف على موقع اللجنة الأولمبية الدولية (الإنجليزية)
- دانيار مونايتابسوف على موقع أوليمبيديا (الإنجليزية)